# Federação Portuguesa de Basquetebol
A Federação Portuguesa de Basquetebol (FPB) é a federação que orienta e regulamenta as competições de Basquetebol em Portugal. Foi fundada a 17 de agosto de 1927 na cidade de Porto.
A federação também controla a Seleção Portuguesa de Basquetebol. Tem sede em Lisboa e o atual presidente é Manuel Fernandes. Está filiada à FIBA desde 1932 e organiza a Liga Portuguesa de Basquetebol masculina e feminina, bem como as divisões inferiores.